# Caritatis studium
Caritatis studium ist eine Enzyklika von Papst Leo XIII., sie wurde am 25. Juli 1898 veröffentlicht und trägt den Untertitel: „Über die Kirche in Schottland“. Mit dieser Enzyklika wendet sich der Papst an die Bischöfe Schottlands.
- Er begrüßt das schottische Volk als treue Katholiken und preist die Christianisierung Schottlands, welche nun seit mehr als 900 Jahre zuvor begonnen habe. Er erinnerte an die Leistungen der Missionare, die in Schottland und dem übrigen Europa tätig waren. Jetzt sei allerdings eine Zeit ausgebrochen, in der der wahre Glaube verteidigt werden müsse, denn es gebe Bestrebungen in Schottland, welche die katholischen Doktrin öffentlich verhöhnten. Er verweist auf den Auftrag der Apostel, der heiße: „Geht hinaus in die ganze Welt und verkündet das Evangelium allen Geschöpfen (Mk 16.15).“
- Für den Papst gehe es vorrangig darum, die wahre Bedeutung der Heiligen Schrift unter das Volk zu bringen. Er wendet sich gegen falsche Bibelauslegungen und Diskussionen und warnt vor Streit unter den Menschen. Im weiteren Text ermutigt er die Priester und Bischöfe, den wahren Glauben weiterhin zu verteidigen und die Bestimmungen einzuhalten, deshalb sei es sehr hilfreich, die Ausbildung der Jugend zu unterstützen und die Familien zu fördern.